# Godzilla - Furia di mostri
Godzilla - Furia di mostri (ゴジラ対ヘドラ?, Gojira tai Hedora, lett. "Godzilla vs. Hedorah") è un film del 1971 diretto da Yoshimitsu Banno.
Undicesimo capitolo della serie cominciata con Godzilla, vede alla regia Yoshimitsu Banno, che non aveva esperienze nel genere Kaiju Eiga, ed è chiamato a rinverdire i fasti della saga, puntando sul messaggio di denuncia ecologica, contro l'inquinamento industriale. Banno adotta uno stile di regia psichedelico tipico di quegli anni.
È l'unico film in cui Godzilla vola, servendosi del suo alito radioattivo come propulsore.

## Trama
Un organismo alieno giunge sulla Terra portato da un meteorite.
Questo organismo si alimenta con le sostanze degli scarichi industriali, e visto che il Giappone è ricco di industrie, rapidamente l'alieno (chiamato Hydrax) si evolve e diviene una tossica creatura anfibia simile ad una ameba che comincia a far strage di esseri umani mediante getti di acido capaci di corrodere una persona fino all'osso.
Tra i primi ad accorgersi del pericolo c'è il dottor Yano - rimasto sfigurato da un incontro con la creatura durante un'immersione - e suo figlio Ken che è convinto che Godzilla possa fermare Hydrax e salvare l'umanità.
Mentre quest'ultimo acquista anche la capacità di volare (durante il volo rilascia gas tossici), gli umani invocano l'intervento di Godzilla.
Ma neppure lui sembra essere in grado di battere Hydrax.
Alla fine il dottor Yano trova la soluzione: scoprendo che il mostro è vulnerabile all'elettricità, Yano fa caricare d'energia delle enormi parabole con l'alito atomico di Godzilla, in modo che indeboliscano Hydrax con scariche elettriche.
Fatto questo il mostro viene finalmente distrutto da Godzilla che, approvata la piena fiducia degli umani e del piccolo Ken, si ritira nei mari orientali.

## Produzione
Dopo due anni di pausa la serie di Godzilla riprende senza Ishiro Honda e con la chiara voglia di inaugurare un nuovo corso: la continuity viene infatti quasi azzerata, scompare Minilla e abbiamo un Godzilla che d'ora in poi sarà impegnato a contrastare sempre nuovi e caratteristici mostri. Il 1970 in fondo aveva dichiarato la fine dell'epoca d'oro del kaiju eiga, con la chiusura dello Studio System la Toho era stata divisa in piccole compagnie e la saga di Godzilla è rimasta l'unica del genere a continuare. Il produttore Tomoyuki Tanaka fu colpito dall'installazione audiovisiva Birth of Japanese Island creata nell'Expo 70 da Yoshimitsu Banno, e allora il produttore decide di ingaggiarlo come regista. Yoshimitsu Banno decise poi, con l'approvazione di Tomoyuki Tanaka, di fare un film che denuncia l'inquinamento, essendo stato colpito dai libri scritti dalla biologa americana Rachel Carson. Durante le riprese Banno ebbe una grande libertà nella regia perché Tomoyuki Tanaka era malato e stava all'ospedale, e per gli effetti speciali, dopo la scomparsa di Eiji Tsuburaya, fu chiamato Teruyoshi Nakano. Le riprese furono interrotte quando 
venne un attacco di appendicite a Kengo Nakayama, l'interprete di Hedorah, che dovette essere operato quando aveva ancora il costume, per fortuna dopo che si sentì meglio le riprese cominciarono di nuovo.

## Accoglienza
Il film fu un buon incasso al botteghino, sia in Giappone che nel il resto del mondo, ma a Tomoyuki Tanaka non piacque il film e accusò Banno di aver rovinato Godzilla, tanto che estromise il regista dai progetti futuri della serie e gli impedì di realizzare il seguito Godzilla vs Hedorah 2 che avrebbe dovuto essere ambientato in Africa, e che Banno aveva già scritto alla fine delle riprese del film. C'è stata poi una separazione delle valutazioni sia dei fan che della critica: da un lato è considerato uno dei peggiori film di Godzilla, da un altro è considerato uno dei migliori.
Nel 1978 il film è stato inserito nella lista dei 50 peggiori film di sempre nel libro The Fifty Worst Films of All Time.